# Lista di asteroidi (565001-566000)
Di seguito una lista di asteroidi dal numero 565001 al 566000 con data di scoperta e scopritore.

## 565001-565100
| Nome     | Designazione provvisoria | Data di scoperta  | Scopritore                     |
| -------- | ------------------------ | ----------------- | ------------------------------ |
| 565001 - | 2017 BE2                 | 8 ottobre 2008    | Spacewatch                     |
| 565002 - | 2017 BT2                 | 14 dicembre 2004  | Spacewatch                     |
| 565003 - | 2017 BX2                 | 17 novembre 2009  | Mount Lemmon Survey            |
| 565004 - | 2017 BY4                 | 20 agosto 2001    | Cerro Tololo                   |
| 565005 - | 2017 BZ4                 | 16 marzo 2010     | Mount Lemmon Survey            |
| 565006 - | 2017 BA5                 | 31 dicembre 2008  | Spacewatch                     |
| 565007 - | 2017 BH7                 | 22 settembre 2004 | Spacewatch                     |
| 565008 - | 2017 BX7                 | 23 dicembre 2016  | Pan-STARRS 1                   |
| 565009 - | 2017 BD8                 | 1º ottobre 2008   | Mount Lemmon Survey            |
| 565010 - | 2017 BJ8                 | 13 febbraio 2009  | Mount Lemmon Survey            |
| 565011 - | 2017 BM8                 | 5 aprile 2003     | Spacewatch                     |
| 565012 - | 2017 BP8                 | 14 aprile 2005    | CSS                            |
| 565013 - | 2017 BU8                 | 6 novembre 2012   | Spacewatch                     |
| 565014 - | 2017 BX8                 | 4 dicembre 2007   | Mount Lemmon Survey            |
| 565015 - | 2017 BY8                 | 15 novembre 2006  | CSS                            |
| 565016 - | 2017 BU9                 | 25 settembre 2012 | Spacewatch                     |
| 565017 - | 2017 BZ9                 | 15 dicembre 2009  | Mount Lemmon Survey            |
| 565018 - | 2017 BC10                | 21 dicembre 2016  | Ory, M.                        |
| 565019 - | 2017 BJ11                | 30 novembre 2008  | Spacewatch                     |
| 565020 - | 2017 BK11                | 19 ottobre 2000   | Spacewatch                     |
| 565021 - | 2017 BV11                | 8 ottobre 2012    | Spacewatch                     |
| 565022 - | 2017 BZ11                | 10 gennaio 2007   | Mount Lemmon Survey            |
| 565023 - | 2017 BG12                | 23 ottobre 2011   | Pan-STARRS 1                   |
| 565024 - | 2017 BH12                | 7 ottobre 2007    | Gierlinger, R.                 |
| 565025 - | 2017 BK14                | 30 novembre 2008  | Spacewatch                     |
| 565026 - | 2017 BU14                | 21 aprile 2014    | Mount Lemmon Survey            |
| 565027 - | 2017 BW14                | 17 gennaio 2007   | Spacewatch                     |
| 565028 - | 2017 BK16                | 23 gennaio 2006   | Spacewatch                     |
| 565029 - | 2017 BO16                | 21 ottobre 2012   | Pan-STARRS 1                   |
| 565030 - | 2017 BS16                | 7 ottobre 2012    | Pan-STARRS 1                   |
| 565031 - | 2017 BT16                | 2 dicembre 2005   | Spacewatch                     |
| 565032 - | 2017 BU16                | 17 febbraio 2010  | Spacewatch                     |
| 565033 - | 2017 BV16                | 1º ottobre 2005   | Spacewatch                     |
| 565034 - | 2017 BC17                | 27 settembre 2008 | Mount Lemmon Survey            |
| 565035 - | 2017 BG17                | 19 febbraio 2010  | Mount Lemmon Survey            |
| 565036 - | 2017 BN17                | 14 marzo 2002     | Cima Ekar                      |
| 565037 - | 2017 BY17                | 5 dicembre 2012   | Mount Lemmon Survey            |
| 565038 - | 2017 BE19                | 1º giugno 2008    | Mount Lemmon Survey            |
| 565039 - | 2017 BK19                | 15 dicembre 2004  | Mauna Kea                      |
| 565040 - | 2017 BL19                | 20 aprile 2010    | Mount Lemmon Survey            |
| 565041 - | 2017 BC24                | 10 novembre 2009  | Mount Lemmon Survey            |
| 565042 - | 2017 BL24                | 18 dicembre 2009  | Mount Lemmon Survey            |
| 565043 - | 2017 BC27                | 12 marzo 1996     | Spacewatch                     |
| 565044 - | 2017 BS27                | 22 gennaio 2013   | Mount Lemmon Survey            |
| 565045 - | 2017 BV30                | 17 agosto 2007    | PMO NEO Survey Program         |
| 565046 - | 2017 BF33                | 5 febbraio 2013   | ASC-Kislovodsk                 |
| 565047 - | 2017 BH33                | 10 gennaio 2006   | Mount Lemmon Survey            |
| 565048 - | 2017 BJ33                | 30 gennaio 2006   | Spacewatch                     |
| 565049 - | 2017 BU33                | 10 gennaio 2014   | Pan-STARRS 1                   |
| 565050 - | 2017 BL34                | 10 marzo 2005     | Mount Lemmon Survey            |
| 565051 - | 2017 BX34                | 9 febbraio 2005   | LONEOS                         |
| 565052 - | 2017 BA35                | 25 dicembre 2009  | Spacewatch                     |
| 565053 - | 2017 BM35                | 19 marzo 2007     | Mount Lemmon Survey            |
| 565054 - | 2017 BN35                | 10 agosto 2007    | Spacewatch                     |
| 565055 - | 2017 BO35                | 30 agosto 2005    | Spacewatch                     |
| 565056 - | 2017 BN36                | 22 settembre 2012 | Mount Lemmon Survey            |
| 565057 - | 2017 BO36                | 22 luglio 2004    | Mauna Kea                      |
| 565058 - | 2017 BT36                | 20 gennaio 2008   | Mount Lemmon Survey            |
| 565059 - | 2017 BZ36                | 22 febbraio 2009  | CSS                            |
| 565060 - | 2017 BD37                | 16 febbraio 2004  | Spacewatch                     |
| 565061 - | 2017 BS37                | 13 febbraio 2010  | Mount Lemmon Survey            |
| 565062 - | 2017 BW37                | 21 gennaio 2017   | PMO NEO Survey Program         |
| 565063 - | 2017 BX39                | 23 agosto 2007    | Spacewatch                     |
| 565064 - | 2017 BA40                | 8 gennaio 2017    | Mount Lemmon Survey            |
| 565065 - | 2017 BM40                | 13 febbraio 2002  | Spacewatch                     |
| 565066 - | 2017 BN41                | 28 gennaio 2006   | Spacewatch                     |
| 565067 - | 2017 BY41                | 6 maggio 2014     | Pan-STARRS 1                   |
| 565068 - | 2017 BC42                | 24 dicembre 2006  | Mount Lemmon Survey            |
| 565069 - | 2017 BZ42                | 30 agosto 2005    | Spacewatch                     |
| 565070 - | 2017 BM44                | 23 gennaio 2006   | Spacewatch                     |
| 565071 - | 2017 BP44                | 27 marzo 2003     | Spacewatch                     |
| 565072 - | 2017 BA45                | 19 marzo 1996     | Spacewatch                     |
| 565073 - | 2017 BS46                | 28 agosto 2005    | Spacewatch                     |
| 565074 - | 2017 BU46                | 24 febbraio 1998  | Spacewatch                     |
| 565075 - | 2017 BJ47                | 26 gennaio 2017   | Mount Lemmon Survey            |
| 565076 - | 2017 BM47                | 1º febbraio 2006  | Spacewatch                     |
| 565077 - | 2017 BO47                | 7 aprile 2014     | Mount Lemmon Survey            |
| 565078 - | 2017 BR47                | 1º dicembre 2005  | Wasserman, L. H., Millis R. L. |
| 565079 - | 2017 BU47                | 20 febbraio 2006  | Mount Lemmon Survey            |
| 565080 - | 2017 BQ48                | 29 novembre 2005  | Mount Lemmon Survey            |
| 565081 - | 2017 BE49                | 7 novembre 2012   | Pan-STARRS 1                   |
| 565082 - | 2017 BG49                | 17 ottobre 2012   | Pan-STARRS 1                   |
| 565083 - | 2017 BM49                | 4 luglio 2005     | Mount Lemmon Survey            |
| 565084 - | 2017 BC50                | 7 febbraio 2006   | Spacewatch                     |
| 565085 - | 2017 BM50                | 16 febbraio 2010  | Spacewatch                     |
| 565086 - | 2017 BR51                | 29 dicembre 2005  | Spacewatch                     |
| 565087 - | 2017 BT51                | 7 febbraio 2013   | CSS                            |
| 565088 - | 2017 BX52                | 21 maggio 2011    | Pan-STARRS 1                   |
| 565089 - | 2017 BD53                | 6 dicembre 2008   | Spacewatch                     |
| 565090 - | 2017 BA54                | 14 agosto 2015    | Pan-STARRS 1                   |
| 565091 - | 2017 BP54                | 27 febbraio 2006  | Mount Lemmon Survey            |
| 565092 - | 2017 BA55                | 11 marzo 2003     | NEAT                           |
| 565093 - | 2017 BF56                | 23 ottobre 2004   | Spacewatch                     |
| 565094 - | 2017 BU57                | 13 marzo 2010     | Mount Lemmon Survey            |
| 565095 - | 2017 BY57                | 23 febbraio 2007  | Spacewatch                     |
| 565096 - | 2017 BQ58                | 21 novembre 2009  | Mount Lemmon Survey            |
| 565097 - | 2017 BJ59                | 11 agosto 2001    | AMOS                           |
| 565098 - | 2017 BL59                | 6 maggio 2006     | Mount Lemmon Survey            |
| 565099 - | 2017 BB62                | 3 dicembre 2002   | NEAT                           |
| 565100 - | 2017 BM62                | 17 febbraio 2010  | Spacewatch                     |

## 565101-565200
| Nome              | Designazione provvisoria | Data di scoperta  | Scopritore                     |
| ----------------- | ------------------------ | ----------------- | ------------------------------ |
| 565101 -          | 2017 BT62                | 2 ottobre 2008    | Spacewatch                     |
| 565102 -          | 2017 BX62                | 7 gennaio 2010    | Spacewatch                     |
| 565103 -          | 2017 BD63                | 10 novembre 2004  | Spacewatch                     |
| 565104 -          | 2017 BM63                | 14 agosto 2012    | Pan-STARRS 1                   |
| 565105 -          | 2017 BU63                | 6 novembre 2005   | Mount Lemmon Survey            |
| 565106 -          | 2017 BG64                | 8 dicembre 2012   | Spacewatch                     |
| 565107 -          | 2017 BN64                | 24 settembre 2008 | Spacewatch                     |
| 565108 -          | 2017 BS64                | 12 gennaio 2010   | CSS                            |
| 565109 -          | 2017 BD65                | 7 novembre 2012   | Spacewatch                     |
| 565110 -          | 2017 BU65                | 20 marzo 2010     | Spacewatch                     |
| 565111 -          | 2017 BD67                | 25 agosto 2005    | NEAT                           |
| 565112 -          | 2017 BH67                | 31 gennaio 2006   | Spacewatch                     |
| 565113 -          | 2017 BG68                | 20 marzo 2002     | Spacewatch                     |
| 565114 -          | 2017 BW68                | 15 marzo 2007     | Mount Lemmon Survey            |
| 565115 -          | 2017 BB69                | 21 agosto 2015    | Pan-STARRS 1                   |
| 565116 -          | 2017 BC69                | 6 maggio 2006     | Mount Lemmon Survey            |
| 565117 -          | 2017 BW70                | 22 aprile 2007    | Spacewatch                     |
| 565118 -          | 2017 BC74                | 22 giugno 2015    | Pan-STARRS 1                   |
| 565119 -          | 2017 BG76                | 16 marzo 2007     | Spacewatch                     |
| 565120 -          | 2017 BD78                | 8 ottobre 2008    | Mount Lemmon Survey            |
| 565121 -          | 2017 BH79                | 25 giugno 2015    | Pan-STARRS 1                   |
| 565122 -          | 2017 BC82                | 25 luglio 2011    | Pan-STARRS 1                   |
| 565123 -          | 2017 BE82                | 29 gennaio 2003   | Spacewatch                     |
| 565124 -          | 2017 BP82                | 31 gennaio 2006   | Mount Lemmon Survey            |
| 565125 -          | 2017 BV82                | 8 dicembre 2015   | Pan-STARRS 1                   |
| 565126 -          | 2017 BW82                | 8 luglio 2014     | Pan-STARRS 1                   |
| 565127 -          | 2017 BB83                | 24 febbraio 2006  | CSS                            |
| 565128 -          | 2017 BH83                | 27 febbraio 2006  | Mount Lemmon Survey            |
| 565129 -          | 2017 BL83                | 23 novembre 2009  | Mount Lemmon Survey            |
| 565130 -          | 2017 BP83                | 9 aprile 2006     | Mount Lemmon Survey            |
| 565131 -          | 2017 BQ83                | 1º maggio 2003    | Spacewatch                     |
| 565132 -          | 2017 BE86                | 31 ottobre 2005   | Mount Lemmon Survey            |
| 565133 -          | 2017 BL86                | 12 gennaio 2013   | Mount Lemmon Survey            |
| 565134 -          | 2017 BM86                | 21 novembre 2009  | CSS                            |
| 565135 -          | 2017 BZ86                | 7 febbraio 2013   | Schwartz, M., Holvorcem, P. R. |
| 565136 -          | 2017 BD90                | 2 aprile 2014     | Mount Lemmon Survey            |
| 565137 -          | 2017 BF94                | 11 gennaio 2010   | Spacewatch                     |
| 565138 -          | 2017 BS94                | 4 gennaio 2006    | Spacewatch                     |
| 565139 Sumshchyna | 2017 BB95                | 1º dicembre 2005  | Mount Lemmon Survey            |
| 565140 -          | 2017 BA97                | 24 novembre 2014  | Pan-STARRS 1                   |
| 565141 -          | 2017 BL97                | 22 gennaio 2002   | Spacewatch                     |
| 565142 -          | 2017 BO97                | 25 dicembre 2005  | Spacewatch                     |
| 565143 -          | 2017 BT97                | 20 dicembre 2004  | Mount Lemmon Survey            |
| 565144 -          | 2017 BD98                | 23 aprile 2007    | Spacewatch                     |
| 565145 -          | 2017 BG98                | 21 agosto 2015    | Pan-STARRS 1                   |
| 565146 -          | 2017 BY98                | 24 marzo 2014     | Pan-STARRS 1                   |
| 565147 -          | 2017 BB99                | 2 ottobre 2014    | Pan-STARRS 1                   |
| 565148 -          | 2017 BT99                | 6 gennaio 2010    | Spacewatch                     |
| 565149 -          | 2017 BL100               | 24 marzo 2014     | Pan-STARRS 1                   |
| 565150 -          | 2017 BX100               | 18 settembre 2012 | Spacewatch                     |
| 565151 -          | 2017 BG101               | 4 gennaio 2013    | Spacewatch                     |
| 565152 -          | 2017 BL101               | 25 marzo 2003     | NEAT                           |
| 565153 -          | 2017 BU102               | 19 dicembre 2007  | Spacewatch                     |
| 565154 -          | 2017 BT103               | 4 ottobre 2003    | Spacewatch                     |
| 565155 -          | 2017 BV106               | 30 agosto 2005    | Spacewatch                     |
| 565156 -          | 2017 BT110               | 3 novembre 2011   | Mount Lemmon Survey            |
| 565157 -          | 2017 BY110               | 29 settembre 2008 | Mount Lemmon Survey            |
| 565158 -          | 2017 BV111               | 11 febbraio 2014  | Mount Lemmon Survey            |
| 565159 -          | 2017 BT112               | 4 gennaio 2017    | Pan-STARRS 1                   |
| 565160 -          | 2017 BZ112               | 8 ottobre 2007    | CSS                            |
| 565161 -          | 2017 BO113               | 15 novembre 2007  | Mount Lemmon Survey            |
| 565162 -          | 2017 BF114               | 19 marzo 2001     | SDSS Collaboration             |
| 565163 -          | 2017 BV115               | 29 ottobre 2008   | CSS                            |
| 565164 -          | 2017 BC117               | 7 dicembre 2016   | Mount Lemmon Survey            |
| 565165 -          | 2017 BP117               | 29 novembre 2005  | Mount Lemmon Survey            |
| 565166 -          | 2017 BD118               | 16 febbraio 2004  | Spacewatch                     |
| 565167 -          | 2017 BY118               | 16 gennaio 2013   | Pan-STARRS 1                   |
| 565168 -          | 2017 BY119               | 1º ottobre 2005   | Mount Lemmon Survey            |
| 565169 -          | 2017 BS121               | 10 dicembre 2012  | Mount Lemmon Survey            |
| 565170 -          | 2017 BF122               | 8 ottobre 2012    | Pan-STARRS 1                   |
| 565171 -          | 2017 BV122               | 28 agosto 2005    | Spacewatch                     |
| 565172 -          | 2017 BA123               | 25 febbraio 2012  | Spacewatch                     |
| 565173 -          | 2017 BQ123               | 17 ottobre 2012   | Mount Lemmon Survey            |
| 565174 -          | 2017 BT123               | 29 ottobre 2008   | Spacewatch                     |
| 565175 -          | 2017 BZ124               | 9 aprile 2010     | Spacewatch                     |
| 565176 -          | 2017 BT125               | 20 novembre 2008  | Mount Lemmon Survey            |
| 565177 -          | 2017 BV125               | 22 ottobre 2012   | Pan-STARRS 1                   |
| 565178 -          | 2017 BX125               | 19 marzo 2007     | Mount Lemmon Survey            |
| 565179 -          | 2017 BR126               | 20 aprile 2010    | Spacewatch                     |
| 565180 -          | 2017 BY126               | 15 ottobre 2012   | Pan-STARRS 1                   |
| 565181 -          | 2017 BH127               | 17 febbraio 2010  | Spacewatch                     |
| 565182 -          | 2017 BK127               | 29 dicembre 2005  | Spacewatch                     |
| 565183 -          | 2017 BR127               | 15 settembre 2012 | CSS                            |
| 565184 Janusz     | 2017 BK129               | 22 febbraio 2012  | K. Černis, R. P. Boyle         |
| 565185 -          | 2017 BG131               | 22 ottobre 2005   | Spacewatch                     |
| 565186 -          | 2017 BL131               | 7 novembre 2012   | Pan-STARRS 1                   |
| 565187 -          | 2017 BW132               | 23 marzo 2006     | Spacewatch                     |
| 565188 -          | 2017 BQ136               | 16 gennaio 1996   | Spacewatch                     |
| 565189 -          | 2017 BR136               | 30 aprile 2014    | Pan-STARRS 1                   |
| 565190 -          | 2017 BX137               | 8 febbraio 2013   | Pan-STARRS 1                   |
| 565191 -          | 2017 BV138               | 18 febbraio 2013  | Spacewatch                     |
| 565192 -          | 2017 BB140               | 14 settembre 2006 | Spacewatch                     |
| 565193 -          | 2017 BF140               | 9 febbraio 2008   | Spacewatch                     |
| 565194 -          | 2017 BG140               | 24 novembre 2011  | Pan-STARRS 1                   |
| 565195 -          | 2017 BB155               | 27 gennaio 2017   | Pan-STARRS 1                   |
| 565196 -          | 2017 BN156               | 29 gennaio 2017   | Pan-STARRS 1                   |
| 565197 -          | 2017 BM159               | 28 gennaio 2017   | Pan-STARRS 1                   |
| 565198 -          | 2017 BS160               | 27 gennaio 2017   | Pan-STARRS 1                   |
| 565199 -          | 2017 BU161               | 14 dicembre 2007  | Mount Lemmon Survey            |
| 565200 -          | 2017 BP163               | 26 gennaio 2017   | Pan-STARRS 1                   |

## 565201-565300
| Nome     | Designazione provvisoria | Data di scoperta  | Scopritore          |
| -------- | ------------------------ | ----------------- | ------------------- |
| 565201 - | 2017 CD2                 | 20 ottobre 2012   | Mount Lemmon Survey |
| 565202 - | 2017 CE2                 | 10 novembre 2009  | Spacewatch          |
| 565203 - | 2017 CH2                 | 18 ottobre 2012   | Pan-STARRS 1        |
| 565204 - | 2017 CZ2                 | 12 novembre 2012  | Pan-STARRS 1        |
| 565205 - | 2017 CC3                 | 22 ottobre 2012   | Pan-STARRS 1        |
| 565206 - | 2017 CJ3                 | 7 maggio 2014     | Pan-STARRS 1        |
| 565207 - | 2017 CH4                 | 26 agosto 2014    | Pan-STARRS 1        |
| 565208 - | 2017 CJ4                 | 7 gennaio 2010    | Spacewatch          |
| 565209 - | 2017 CL4                 | 5 maggio 2006     | Spacewatch          |
| 565210 - | 2017 CM4                 | 6 novembre 2008   | Spacewatch          |
| 565211 - | 2017 CB6                 | 30 aprile 2014    | Pan-STARRS 1        |
| 565212 - | 2017 CB8                 | 6 agosto 2011     | Pan-STARRS 1        |
| 565213 - | 2017 CT9                 | 28 agosto 2005    | Spacewatch          |
| 565214 - | 2017 CY9                 | 27 febbraio 2006  | Spacewatch          |
| 565215 - | 2017 CQ10                | 26 dicembre 2005  | Spacewatch          |
| 565216 - | 2017 CT10                | 19 gennaio 1996   | Spacewatch          |
| 565217 - | 2017 CY10                | 16 gennaio 2008   | Mount Lemmon Survey |
| 565218 - | 2017 CB11                | 28 luglio 2015    | Pan-STARRS 1        |
| 565219 - | 2017 CC11                | 20 gennaio 2013   | Spacewatch          |
| 565220 - | 2017 CD11                | 3 ottobre 2015    | Mount Lemmon Survey |
| 565221 - | 2017 CE11                | 9 aprile 2013     | Pan-STARRS 1        |
| 565222 - | 2017 CK11                | 25 marzo 2014     | Spacewatch          |
| 565223 - | 2017 CD12                | 21 novembre 2008  | Spacewatch          |
| 565224 - | 2017 CD13                | 6 dicembre 2005   | Spacewatch          |
| 565225 - | 2017 CB14                | 20 settembre 2011 | Pan-STARRS 1        |
| 565226 - | 2017 CV14                | 17 febbraio 2010  | Mount Lemmon Survey |
| 565227 - | 2017 CP17                | 20 settembre 1995 | Spacewatch          |
| 565228 - | 2017 CZ17                | 15 febbraio 2012  | Pan-STARRS 1        |
| 565229 - | 2017 CL18                | 17 novembre 1995  | Spacewatch          |
| 565230 - | 2017 CE19                | 30 gennaio 2006   | Spacewatch          |
| 565231 - | 2017 CC20                | 30 gennaio 2006   | Spacewatch          |
| 565232 - | 2017 CW20                | 22 novembre 2012  | CSS                 |
| 565233 - | 2017 CY23                | 31 gennaio 2006   | Spacewatch          |
| 565234 - | 2017 CE25                | 26 febbraio 2014  | Pan-STARRS 1        |
| 565235 - | 2017 CK27                | 12 giugno 2011    | Mount Lemmon Survey |
| 565236 - | 2017 CO27                | 23 aprile 2014    | Cerro Tololo-DECam  |
| 565237 - | 2017 CX28                | 23 marzo 2003     | SDSS Collaboration  |
| 565238 - | 2017 CZ28                | 9 maggio 2014     | Mount Lemmon Survey |
| 565239 - | 2017 CC29                | 23 marzo 2003     | Spacewatch          |
| 565240 - | 2017 CE30                | 11 gennaio 2010   | Spacewatch          |
| 565241 - | 2017 CB31                | 5 aprile 2014     | Pan-STARRS 1        |
| 565242 - | 2017 CM31                | 17 ottobre 2012   | Pan-STARRS 1        |
| 565243 - | 2017 CT31                | 22 febbraio 2009  | CSS                 |
| 565244 - | 2017 CC32                | 17 gennaio 2004   | NEAT                |
| 565245 - | 2017 CR33                | 21 novembre 2005  | Spacewatch          |
| 565246 - | 2017 CA34                | 11 settembre 2015 | Pan-STARRS 1        |
| 565247 - | 2017 CV34                | 8 aprile 2013     | Spacewatch          |
| 565248 - | 2017 CA35                | 15 febbraio 2004  | NEAT                |
| 565249 - | 2017 CB35                | 22 gennaio 2004   | NEAT                |
| 565250 - | 2017 CL35                | 22 novembre 2015  | Mount Lemmon Survey |
| 565251 - | 2017 CP35                | 18 dicembre 2007  | Bickel, W.          |
| 565252 - | 2017 CA40                | 10 febbraio 2017  | Pan-STARRS 1        |
| 565253 - | 2017 CC43                | 4 febbraio 2017   | Pan-STARRS 1        |
| 565254 - | 2017 DR                  | 5 febbraio 2013   | Spacewatch          |
| 565255 - | 2017 DS                  | 12 marzo 2002     | NEAT                |
| 565256 - | 2017 DT                  | 2 aprile 2006     | Spacewatch          |
| 565257 - | 2017 DF1                 | 13 ottobre 2005   | Spacewatch          |
| 565258 - | 2017 DG1                 | 30 dicembre 2005  | Spacewatch          |
| 565259 - | 2017 DV1                 | 18 novembre 2008  | Spacewatch          |
| 565260 - | 2017 DO2                 | 6 aprile 2010     | Spacewatch          |
| 565261 - | 2017 DQ2                 | 8 novembre 2008   | Spacewatch          |
| 565262 - | 2017 DS2                 | 29 agosto 2005    | Spacewatch          |
| 565263 - | 2017 DV2                 | 24 settembre 2008 | Spacewatch          |
| 565264 - | 2017 DT3                 | 2 marzo 2006      | Spacewatch          |
| 565265 - | 2017 DZ3                 | 2 marzo 2006      | Spacewatch          |
| 565266 - | 2017 DC4                 | 30 aprile 2014    | Pan-STARRS 1        |
| 565267 - | 2017 DV4                 | 11 marzo 2007     | Spacewatch          |
| 565268 - | 2017 DD5                 | 13 marzo 2010     | Spacewatch          |
| 565269 - | 2017 DM6                 | 8 gennaio 2010    | Spacewatch          |
| 565270 - | 2017 DR6                 | 14 settembre 2013 | Pan-STARRS 1        |
| 565271 - | 2017 DU6                 | 2 novembre 2008   | Mount Lemmon Survey |
| 565272 - | 2017 DC7                 | 21 novembre 2008  | Spacewatch          |
| 565273 - | 2017 DK7                 | 7 agosto 2008     | Spacewatch          |
| 565274 - | 2017 DM7                 | 18 marzo 2004     | NEAT                |
| 565275 - | 2017 DP7                 | 29 dicembre 2008  | Mount Lemmon Survey |
| 565276 - | 2017 DT8                 | 31 gennaio 2006   | CSS                 |
| 565277 - | 2017 DW8                 | 8 ottobre 2004    | Spacewatch          |
| 565278 - | 2017 DZ8                 | 17 febbraio 2013  | Mount Lemmon Survey |
| 565279 - | 2017 DB9                 | 4 novembre 2004   | Spacewatch          |
| 565280 - | 2017 DC9                 | 25 luglio 2014    | Pan-STARRS 1        |
| 565281 - | 2017 DT9                 | 1º gennaio 1998   | Spacewatch          |
| 565282 - | 2017 DU9                 | 1º febbraio 2006  | Mount Lemmon Survey |
| 565283 - | 2017 DX9                 | 22 gennaio 2006   | Mount Lemmon Survey |
| 565284 - | 2017 DE10                | 1º febbraio 2006  | Mount Lemmon Survey |
| 565285 - | 2017 DV10                | 7 gennaio 2006    | Spacewatch          |
| 565286 - | 2017 DZ10                | 18 ottobre 2012   | Pan-STARRS 1        |
| 565287 - | 2017 DF11                | 24 settembre 2008 | Spacewatch          |
| 565288 - | 2017 DP11                | 7 ottobre 2008    | Mount Lemmon Survey |
| 565289 - | 2017 DT11                | 13 febbraio 2013  | ESA OGS             |
| 565290 - | 2017 DA12                | 24 ottobre 2011   | Spacewatch          |
| 565291 - | 2017 DO12                | 4 aprile 2014     | Spacewatch          |
| 565292 - | 2017 DQ12                | 31 gennaio 2017   | Pan-STARRS 1        |
| 565293 - | 2017 DK13                | 24 settembre 2011 | Pan-STARRS 1        |
| 565294 - | 2017 DB14                | 14 marzo 2010     | Mount Lemmon Survey |
| 565295 - | 2017 DD14                | 19 marzo 2010     | Mount Lemmon Survey |
| 565296 - | 2017 DL14                | 4 settembre 2011  | Pan-STARRS 1        |
| 565297 - | 2017 DM14                | 3 settembre 2008  | Spacewatch          |
| 565298 - | 2017 DY17                | 13 dicembre 2012  | Mount Lemmon Survey |
| 565299 - | 2017 DH18                | 15 gennaio 2007   | Spacewatch          |
| 565300 - | 2017 DZ18                | 18 novembre 2003  | Spacewatch          |

## 565301-565400
| Nome     | Designazione provvisoria | Data di scoperta  | Scopritore          |
| -------- | ------------------------ | ----------------- | ------------------- |
| 565301 - | 2017 DH19                | 23 settembre 2008 | Spacewatch          |
| 565302 - | 2017 DP19                | 9 giugno 2007     | Spacewatch          |
| 565303 - | 2017 DW19                | 19 ottobre 2012   | Pan-STARRS 1        |
| 565304 - | 2017 DW20                | 1º febbraio 2003  | Spacewatch          |
| 565305 - | 2017 DP22                | 6 dicembre 2012   | Mount Lemmon Survey |
| 565306 - | 2017 DZ22                | 3 gennaio 2003    | Spacewatch          |
| 565307 - | 2017 DQ23                | 18 ottobre 2012   | Pan-STARRS 1        |
| 565308 - | 2017 DA25                | 8 settembre 1996  | Spacewatch          |
| 565309 - | 2017 DF25                | 28 maggio 2014    | Mount Lemmon Survey |
| 565310 - | 2017 DV25                | 7 novembre 2008   | Mount Lemmon Survey |
| 565311 - | 2017 DW25                | 28 luglio 2011    | Pan-STARRS 1        |
| 565312 - | 2017 DQ28                | 12 settembre 2004 | Spacewatch          |
| 565313 - | 2017 DF29                | 26 ottobre 2008   | Spacewatch          |
| 565314 - | 2017 DX29                | 23 settembre 2005 | CSS                 |
| 565315 - | 2017 DN30                | 9 agosto 2015     | Pan-STARRS 1        |
| 565316 - | 2017 DP30                | 29 dicembre 2005  | Spacewatch          |
| 565317 - | 2017 DV30                | 24 maggio 2010    | Spacewatch          |
| 565318 - | 2017 DP31                | 24 novembre 2000  | Kitt Peak           |
| 565319 - | 2017 DQ31                | 14 febbraio 2010  | Mount Lemmon Survey |
| 565320 - | 2017 DG32                | 26 gennaio 2006   | Spacewatch          |
| 565321 - | 2017 DR32                | 4 aprile 2014     | Pan-STARRS 1        |
| 565322 - | 2017 DT32                | 17 gennaio 2013   | Mount Lemmon Survey |
| 565323 - | 2017 DU32                | 19 novembre 2008  | Mount Lemmon Survey |
| 565324 - | 2017 DJ33                | 30 agosto 2011    | Pan-STARRS 1        |
| 565325 - | 2017 DK33                | 25 ottobre 2012   | Mount Lemmon Survey |
| 565326 - | 2017 DN33                | 20 febbraio 2002  | Spacewatch          |
| 565327 - | 2017 DX33                | 25 marzo 2007     | Mount Lemmon Survey |
| 565328 - | 2017 DH35                | 22 ottobre 2003   | SDSS Collaboration  |
| 565329 - | 2017 DH36                | 26 settembre 2003 | NEAT                |
| 565330 - | 2017 DJ38                | 18 novembre 2008  | Spacewatch          |
| 565331 - | 2017 DG39                | 10 gennaio 2006   | Mount Lemmon Survey |
| 565332 - | 2017 DW39                | 20 ottobre 2008   | Mount Lemmon Survey |
| 565333 - | 2017 DB41                | 15 marzo 2010     | Mount Lemmon Survey |
| 565334 - | 2017 DE42                | 7 novembre 2012   | Pan-STARRS 1        |
| 565335 - | 2017 DU42                | 16 ottobre 2007   | Mount Lemmon Survey |
| 565336 - | 2017 DW42                | 27 ottobre 2008   | Mount Lemmon Survey |
| 565337 - | 2017 DJ43                | 10 febbraio 2010  | Spacewatch          |
| 565338 - | 2017 DO44                | 26 settembre 2011 | Pan-STARRS 1        |
| 565339 - | 2017 DU44                | 19 settembre 2007 | Spacewatch          |
| 565340 - | 2017 DC46                | 23 maggio 2014    | Pan-STARRS 1        |
| 565341 - | 2017 DA47                | 20 ottobre 2008   | Mount Lemmon Survey |
| 565342 - | 2017 DE47                | 29 ottobre 2003   | Spacewatch          |
| 565343 - | 2017 DJ47                | 20 ottobre 2008   | Spacewatch          |
| 565344 - | 2017 DL47                | 31 dicembre 2008  | Mount Lemmon Survey |
| 565345 - | 2017 DS47                | 20 novembre 2000  | Spacewatch          |
| 565346 - | 2017 DU47                | 16 febbraio 2010  | Mount Lemmon Survey |
| 565347 - | 2017 DP48                | 11 dicembre 2012  | Mount Lemmon Survey |
| 565348 - | 2017 DW49                | 8 marzo 2013      | Pan-STARRS 1        |
| 565349 - | 2017 DL50                | 22 dicembre 2012  | Pan-STARRS 1        |
| 565350 - | 2017 DR50                | 7 aprile 2003     | Spacewatch          |
| 565351 - | 2017 DT50                | 4 marzo 2006      | Mount Lemmon Survey |
| 565352 - | 2017 DB51                | 5 marzo 2013      | Pan-STARRS 1        |
| 565353 - | 2017 DO51                | 21 febbraio 2017  | Mount Lemmon Survey |
| 565354 - | 2017 DC52                | 23 giugno 2014    | Mount Lemmon Survey |
| 565355 - | 2017 DP52                | 22 novembre 2014  | Pan-STARRS 1        |
| 565356 - | 2017 DG54                | 9 gennaio 2006    | Spacewatch          |
| 565357 - | 2017 DH54                | 29 marzo 2003     | Spacewatch          |
| 565358 - | 2017 DW54                | 16 febbraio 2002  | NEAT                |
| 565359 - | 2017 DN55                | 22 marzo 2006     | CSS                 |
| 565360 - | 2017 DW55                | 26 aprile 2007    | Spacewatch          |
| 565361 - | 2017 DY55                | 20 novembre 2008  | Mount Lemmon Survey |
| 565362 - | 2017 DJ58                | 21 febbraio 2017  | Mount Lemmon Survey |
| 565363 - | 2017 DF60                | 21 dicembre 2008  | Mount Lemmon Survey |
| 565364 - | 2017 DG60                | 6 marzo 2013      | Pan-STARRS 1        |
| 565365 - | 2017 DL61                | 15 maggio 2001    | Spacewatch          |
| 565366 - | 2017 DA62                | 2 febbraio 2006   | Mount Lemmon Survey |
| 565367 - | 2017 DC62                | 23 gennaio 2006   | Spacewatch          |
| 565368 - | 2017 DM62                | 1º febbraio 2009  | Spacewatch          |
| 565369 - | 2017 DS62                | 22 gennaio 2013   | Mount Lemmon Survey |
| 565370 - | 2017 DS63                | 5 gennaio 2013    | Mount Lemmon Survey |
| 565371 - | 2017 DJ65                | 29 giugno 2014    | Pan-STARRS 1        |
| 565372 - | 2017 DW65                | 19 maggio 2014    | Pan-STARRS 1        |
| 565373 - | 2017 DL67                | 14 dicembre 2001  | LINEAR              |
| 565374 - | 2017 DE68                | 18 ottobre 2003   | SDSS Collaboration  |
| 565375 - | 2017 DR68                | 8 febbraio 2007   | Mount Lemmon Survey |
| 565376 - | 2017 DN69                | 31 gennaio 2006   | Mount Lemmon Survey |
| 565377 - | 2017 DA70                | 24 giugno 2014    | Pan-STARRS 1        |
| 565378 - | 2017 DE70                | 24 maggio 2014    | Mount Lemmon Survey |
| 565379 - | 2017 DA71                | 23 dicembre 2012  | Pan-STARRS 1        |
| 565380 - | 2017 DB71                | 21 gennaio 2002   | Spacewatch          |
| 565381 - | 2017 DC71                | 25 febbraio 2006  | Spacewatch          |
| 565382 - | 2017 DH71                | 22 febbraio 2004  | Buie, M. W.         |
| 565383 - | 2017 DK71                | 23 gennaio 2013   | Mount Lemmon Survey |
| 565384 - | 2017 DY71                | 18 marzo 2013     | Spacewatch          |
| 565385 - | 2017 DA72                | 19 gennaio 2013   | Mount Lemmon Survey |
| 565386 - | 2017 DB72                | 12 settembre 2005 | Spacewatch          |
| 565387 - | 2017 DP72                | 11 febbraio 2002  | LINEAR              |
| 565388 - | 2017 DR72                | 4 gennaio 2013    | Spacewatch          |
| 565389 - | 2017 DV72                | 12 marzo 2003     | Spacewatch          |
| 565390 - | 2017 DZ72                | 21 aprile 2006    | CSS                 |
| 565391 - | 2017 DQ73                | 4 marzo 2013      | Pan-STARRS 1        |
| 565392 - | 2017 DU73                | 25 febbraio 2006  | Spacewatch          |
| 565393 - | 2017 DS74                | 10 febbraio 2008  | Mount Lemmon Survey |
| 565394 - | 2017 DZ74                | 19 marzo 2013     | Pan-STARRS 1        |
| 565395 - | 2017 DO75                | 24 novembre 2011  | Mount Lemmon Survey |
| 565396 - | 2017 DP75                | 13 novembre 2015  | Spacewatch          |
| 565397 - | 2017 DR75                | 3 aprile 2013     | Mount Lemmon Survey |
| 565398 - | 2017 DG76                | 8 novembre 2007   | Spacewatch          |
| 565399 - | 2017 DJ76                | 1º aprile 2013    | Mount Lemmon Survey |
| 565400 - | 2017 DV76                | 21 febbraio 2017  | Pan-STARRS 1        |

## 565401-565500
| Nome     | Designazione provvisoria | Data di scoperta  | Scopritore                      |
| -------- | ------------------------ | ----------------- | ------------------------------- |
| 565401 - | 2017 DW76                | 27 maggio 2000    | LINEAR                          |
| 565402 - | 2017 DV77                | 23 ottobre 2008   | Spacewatch                      |
| 565403 - | 2017 DF78                | 19 settembre 2003 | Spacewatch                      |
| 565404 - | 2017 DN78                | 26 novembre 2005  | Spacewatch                      |
| 565405 - | 2017 DO78                | 25 luglio 2015    | Pan-STARRS 1                    |
| 565406 - | 2017 DY78                | 13 febbraio 2004  | LONEOS                          |
| 565407 - | 2017 DB79                | 26 gennaio 2006   | Spacewatch                      |
| 565408 - | 2017 DK79                | 21 ottobre 2011   | Mount Lemmon Survey             |
| 565409 - | 2017 DL79                | 7 aprile 2010     | Mount Lemmon Survey             |
| 565410 - | 2017 DP79                | 5 maggio 2014     | Spacewatch                      |
| 565411 - | 2017 DR79                | 13 febbraio 2004  | Spacewatch                      |
| 565412 - | 2017 DE80                | 7 febbraio 2002   | Spacewatch                      |
| 565413 - | 2017 DQ80                | 11 febbraio 2013  | Schwartz, M., Holvorcem, P. R.  |
| 565414 - | 2017 DS80                | 9 maggio 2006     | Mount Lemmon Survey             |
| 565415 - | 2017 DC81                | 13 febbraio 2013  | ESA OGS                         |
| 565416 - | 2017 DF81                | 27 agosto 2000    | Millis, R. L., Wasserman, L. H. |
| 565417 - | 2017 DM81                | 23 novembre 2003  | Spacewatch                      |
| 565418 - | 2017 DQ81                | 7 gennaio 2017    | Mount Lemmon Survey             |
| 565419 - | 2017 DW81                | 7 aprile 2006     | Spacewatch                      |
| 565420 - | 2017 DK82                | 19 ottobre 2015   | Pan-STARRS 1                    |
| 565421 - | 2017 DM82                | 22 settembre 2003 | Spacewatch                      |
| 565422 - | 2017 DC83                | 20 gennaio 1996   | Spacewatch                      |
| 565423 - | 2017 DE83                | 30 dicembre 2008  | Mount Lemmon Survey             |
| 565424 - | 2017 DB84                | 22 febbraio 2006  | CSS                             |
| 565425 - | 2017 DL84                | 10 ottobre 2004   | Spacewatch                      |
| 565426 - | 2017 DM84                | 13 febbraio 2004  | Spacewatch                      |
| 565427 - | 2017 DZ84                | 3 febbraio 2013   | Pan-STARRS 1                    |
| 565428 - | 2017 DC85                | 26 gennaio 2006   | Mount Lemmon Survey             |
| 565429 - | 2017 DD85                | 11 marzo 2013     | Mount Lemmon Survey             |
| 565430 - | 2017 DP85                | 2 gennaio 2017    | Pan-STARRS 1                    |
| 565431 - | 2017 DG86                | 21 settembre 2012 | Mount Lemmon Survey             |
| 565432 - | 2017 DX86                | 1º febbraio 2006  | Spacewatch                      |
| 565433 - | 2017 DD87                | 17 gennaio 2010   | Spacewatch                      |
| 565434 - | 2017 DL87                | 20 dicembre 2004  | Mount Lemmon Survey             |
| 565435 - | 2017 DM87                | 24 settembre 2011 | Pan-STARRS 1                    |
| 565436 - | 2017 DO87                | 22 febbraio 2006  | LINEAR                          |
| 565437 - | 2017 DJ88                | 26 aprile 2004    | Spacewatch                      |
| 565438 - | 2017 DN89                | 22 dicembre 2003  | LINEAR                          |
| 565439 - | 2017 DZ89                | 28 dicembre 2005  | Mount Lemmon Survey             |
| 565440 - | 2017 DE91                | 21 novembre 2015  | Mount Lemmon Survey             |
| 565441 - | 2017 DP91                | 12 settembre 2002 | NEAT                            |
| 565442 - | 2017 DT92                | 4 dicembre 2005   | Spacewatch                      |
| 565443 - | 2017 DC93                | 18 settembre 2010 | Mount Lemmon Survey             |
| 565444 - | 2017 DH93                | 19 marzo 2013     | Pan-STARRS 1                    |
| 565445 - | 2017 DQ93                | 14 febbraio 2013  | Pan-STARRS 1                    |
| 565446 - | 2017 DT93                | 5 marzo 2002      | SDSS Collaboration              |
| 565447 - | 2017 DA94                | 8 marzo 2006      | Spacewatch                      |
| 565448 - | 2017 DE95                | 6 marzo 2013      | Pan-STARRS 1                    |
| 565449 - | 2017 DG96                | 18 ottobre 2007   | Spacewatch                      |
| 565450 - | 2017 DQ96                | 26 gennaio 2017   | Pan-STARRS 1                    |
| 565451 - | 2017 DS97                | 26 gennaio 2006   | Spacewatch                      |
| 565452 - | 2017 DC98                | 18 ottobre 1998   | Spacewatch                      |
| 565453 - | 2017 DA99                | 15 febbraio 2013  | Pan-STARRS 1                    |
| 565454 - | 2017 DK99                | 9 agosto 2007     | Spacewatch                      |
| 565455 - | 2017 DX99                | 23 settembre 2008 | Spacewatch                      |
| 565456 - | 2017 DJ100               | 18 gennaio 2004   | NEAT                            |
| 565457 - | 2017 DR100               | 28 giugno 2014    | Pan-STARRS 1                    |
| 565458 - | 2017 DC101               | 10 gennaio 2006   | Mount Lemmon Survey             |
| 565459 - | 2017 DQ101               | 18 novembre 2008  | Spacewatch                      |
| 565460 - | 2017 DC102               | 19 novembre 2008  | Spacewatch                      |
| 565461 - | 2017 DR102               | 26 luglio 2011    | Pan-STARRS 1                    |
| 565462 - | 2017 DY102               | 1º luglio 2014    | Pan-STARRS 1                    |
| 565463 - | 2017 DZ102               | 11 aprile 2013    | Spacewatch                      |
| 565464 - | 2017 DR103               | 29 febbraio 2008  | CSS                             |
| 565465 - | 2017 DX103               | 30 gennaio 2017   | Pan-STARRS 1                    |
| 565466 - | 2017 DZ103               | 27 settembre 2008 | Mount Lemmon Survey             |
| 565467 - | 2017 DJ104               | 15 dicembre 2007  | CSS                             |
| 565468 - | 2017 DM104               | 18 febbraio 2017  | Pan-STARRS 1                    |
| 565469 - | 2017 DO104               | 22 gennaio 2002   | Spacewatch                      |
| 565470 - | 2017 DD105               | 26 ottobre 2005   | Spacewatch                      |
| 565471 - | 2017 DK105               | 23 ottobre 2011   | Mount Lemmon Survey             |
| 565472 - | 2017 DM105               | 2 aprile 2006     | Spacewatch                      |
| 565473 - | 2017 DR105               | 30 novembre 2005  | Spacewatch                      |
| 565474 - | 2017 DV105               | 24 agosto 2008    | Spacewatch                      |
| 565475 - | 2017 DY105               | 29 dicembre 2005  | Mount Lemmon Survey             |
| 565476 - | 2017 DT106               | 12 novembre 2005  | Spacewatch                      |
| 565477 - | 2017 DX106               | 20 novembre 2015  | Mount Lemmon Survey             |
| 565478 - | 2017 DE107               | 4 novembre 2012   | Spacewatch                      |
| 565479 - | 2017 DA108               | 6 maggio 2005     | Mount Lemmon Survey             |
| 565480 - | 2017 DO108               | 15 febbraio 2013  | Pan-STARRS 1                    |
| 565481 - | 2017 DS108               | 10 gennaio 2013   | Pan-STARRS 1                    |
| 565482 - | 2017 DB110               | 29 settembre 2008 | Mount Lemmon Survey             |
| 565483 - | 2017 DG110               | 8 ottobre 2012    | Mount Lemmon Survey             |
| 565484 - | 2017 DO110               | 3 giugno 2014     | Pan-STARRS 1                    |
| 565485 - | 2017 DS110               | 17 gennaio 2008   | Mount Lemmon Survey             |
| 565486 - | 2017 DT110               | 1º luglio 2014    | Pan-STARRS 1                    |
| 565487 - | 2017 DV110               | 24 aprile 2009    | Mount Lemmon Survey             |
| 565488 - | 2017 DY110               | 19 gennaio 2008   | Mount Lemmon Survey             |
| 565489 - | 2017 DZ110               | 8 ottobre 2008    | Spacewatch                      |
| 565490 - | 2017 DH111               | 9 ottobre 2007    | Mount Lemmon Survey             |
| 565491 - | 2017 DS111               | 3 ottobre 2003    | Spacewatch                      |
| 565492 - | 2017 DY111               | 10 ottobre 2004   | Spacewatch                      |
| 565493 - | 2017 DD113               | 24 febbraio 2006  | Spacewatch                      |
| 565494 - | 2017 DH113               | 19 gennaio 2008   | Mount Lemmon Survey             |
| 565495 - | 2017 DL113               | 13 aprile 2004    | NEAT                            |
| 565496 - | 2017 DD114               | 15 febbraio 2010  | Mount Lemmon Survey             |
| 565497 - | 2017 DE114               | 16 febbraio 2010  | Spacewatch                      |
| 565498 - | 2017 DG114               | 30 dicembre 2005  | Spacewatch                      |
| 565499 - | 2017 DJ114               | 7 aprile 2006     | Spacewatch                      |
| 565500 - | 2017 DP114               | 25 dicembre 2005  | Spacewatch                      |

## 565501-565600
| Nome         | Designazione provvisoria | Data di scoperta  | Scopritore                     |
| ------------ | ------------------------ | ----------------- | ------------------------------ |
| 565501 -     | 2017 DQ114               | 28 maggio 2014    | Mount Lemmon Survey            |
| 565502 -     | 2017 DT114               | 15 settembre 2012 | CSS                            |
| 565503 -     | 2017 DA115               | 21 settembre 2008 | Spacewatch                     |
| 565504 -     | 2017 DF115               | 7 dicembre 2001   | Spacewatch                     |
| 565505 -     | 2017 DH115               | 26 novembre 2009  | Mount Lemmon Survey            |
| 565506 -     | 2017 DN115               | 2 febbraio 2000   | Spacewatch                     |
| 565507 -     | 2017 DT115               | 14 marzo 2013     | Spacewatch                     |
| 565508 -     | 2017 DE116               | 28 dicembre 2007  | Spacewatch                     |
| 565509 -     | 2017 DR116               | 21 ottobre 2003   | Spacewatch                     |
| 565510 -     | 2017 DT116               | 24 ottobre 2008   | Spacewatch                     |
| 565511 -     | 2017 DE117               | 7 marzo 2013      | Siding Spring Survey           |
| 565512 -     | 2017 DK117               | 14 settembre 2007 | Mauna Kea                      |
| 565513 -     | 2017 DM117               | 21 gennaio 2013   | Pan-STARRS 1                   |
| 565514 -     | 2017 DX117               | 3 gennaio 2013    | Mount Lemmon Survey            |
| 565515 -     | 2017 DE118               | 23 settembre 2011 | Spacewatch                     |
| 565516 -     | 2017 DH118               | 20 ottobre 2011   | Pan-STARRS 1                   |
| 565517 -     | 2017 DZ118               | 21 gennaio 2006   | Mount Lemmon Survey            |
| 565518 -     | 2017 DA119               | 6 dicembre 2005   | Spacewatch                     |
| 565519 -     | 2017 DC119               | 2 febbraio 2006   | Mount Lemmon Survey            |
| 565520 -     | 2017 DF119               | 7 gennaio 2006    | Mount Lemmon Survey            |
| 565521 -     | 2017 DK119               | 13 aprile 2010    | Mount Lemmon Survey            |
| 565522 -     | 2017 DP119               | 13 novembre 2007  | Cerro Burek                    |
| 565523 -     | 2017 DU120               | 12 aprile 2013    | Pan-STARRS 1                   |
| 565524 -     | 2017 DE121               | 14 marzo 2013     | Spacewatch                     |
| 565525 -     | 2017 DR121               | 16 gennaio 2013   | Mount Lemmon Survey            |
| 565526 -     | 2017 DX121               | 20 agosto 2014    | Pan-STARRS 1                   |
| 565527 -     | 2017 DY121               | 3 novembre 2011   | Mount Lemmon Survey            |
| 565528 -     | 2017 DC122               | 12 aprile 2005    | Spacewatch                     |
| 565529 -     | 2017 DG122               | 1º luglio 2014    | Pan-STARRS 1                   |
| 565530 -     | 2017 DK122               | 22 agosto 2014    | Pan-STARRS 1                   |
| 565531 -     | 2017 DC123               | 10 aprile 2013    | Pan-STARRS 1                   |
| 565532 -     | 2017 DR124               | 24 febbraio 2017  | Pan-STARRS 1                   |
| 565533 -     | 2017 DP125               | 21 febbraio 2017  | Pan-STARRS 1                   |
| 565534 -     | 2017 DS125               | 23 gennaio 2006   | Mount Lemmon Survey            |
| 565535 -     | 2017 DW126               | 16 febbraio 2017  | Pan-STARRS 1                   |
| 565536 -     | 2017 DP134               | 25 febbraio 2017  | Pan-STARRS 1                   |
| 565537 -     | 2017 EP1                 | 29 dicembre 2011  | Mount Lemmon Survey            |
| 565538 -     | 2017 EW4                 | 4 dicembre 2007   | CSS                            |
| 565539 -     | 2017 EZ4                 | 1º luglio 2013    | Siding Spring Survey           |
| 565540 -     | 2017 EF5                 | 15 settembre 2010 | Mount Lemmon Survey            |
| 565541 -     | 2017 ER5                 | 23 agosto 2014    | Pan-STARRS 1                   |
| 565542 -     | 2017 ES5                 | 26 marzo 2003     | Spacewatch                     |
| 565543 -     | 2017 EK6                 | 26 ottobre 2011   | Pan-STARRS 1                   |
| 565544 -     | 2017 EU7                 | 24 ottobre 2011   | Pan-STARRS 1                   |
| 565545 -     | 2017 EW7                 | 30 giugno 2014    | Pan-STARRS 1                   |
| 565546 -     | 2017 EL8                 | 27 luglio 2005    | NEAT                           |
| 565547 -     | 2017 EU8                 | 17 febbraio 2004  | NEAT                           |
| 565548 -     | 2017 ED9                 | 3 febbraio 2006   | Mount Lemmon Survey            |
| 565549 -     | 2017 EE9                 | 23 settembre 2008 | Mount Lemmon Survey            |
| 565550 -     | 2017 EF9                 | 13 aprile 2004    | Spacewatch                     |
| 565551 -     | 2017 EO9                 | 9 ottobre 2008    | Mount Lemmon Survey            |
| 565552 -     | 2017 EF12                | 30 ottobre 2011   | Spacewatch                     |
| 565553 -     | 2017 EJ12                | 6 settembre 2015  | CSS                            |
| 565554 -     | 2017 EY12                | 20 febbraio 2006  | Spacewatch                     |
| 565555 -     | 2017 EG13                | 24 luglio 2015    | Pan-STARRS 1                   |
| 565556 -     | 2017 EH13                | 11 settembre 2010 | Mount Lemmon Survey            |
| 565557 -     | 2017 EA14                | 21 ottobre 2007   | Spacewatch                     |
| 565558 -     | 2017 EN14                | 13 marzo 2013     | Palomar Transient Factory      |
| 565559 -     | 2017 EV14                | 12 agosto 2015    | Pan-STARRS 1                   |
| 565560 -     | 2017 EZ14                | 1º febbraio 2003  | NEAT                           |
| 565561 -     | 2017 EJ17                | 23 gennaio 2006   | Spacewatch                     |
| 565562 -     | 2017 EV17                | 26 marzo 2004     | Spacewatch                     |
| 565563 -     | 2017 EW17                | 8 ottobre 2008    | Spacewatch                     |
| 565564 -     | 2017 EE18                | 18 novembre 2008  | Spacewatch                     |
| 565565 -     | 2017 EZ18                | 25 settembre 2005 | Spacewatch                     |
| 565566 -     | 2017 EE19                | 24 giugno 2007    | LUSS                           |
| 565567 -     | 2017 EO19                | 31 ottobre 2012   | Pan-STARRS 1                   |
| 565568 -     | 2017 EX20                | 5 aprile 2013     | Palomar Transient Factory      |
| 565569 -     | 2017 EA21                | 1º dicembre 1994  | Spacewatch                     |
| 565570 -     | 2017 ED21                | 23 febbraio 2017  | Mount Lemmon Survey            |
| 565571 Shtol | 2017 EK21                | 24 novembre 2011  | Kryachko, T., Satovski, B.     |
| 565572 -     | 2017 EK23                | 16 novembre 2001  | Spacewatch                     |
| 565573 -     | 2017 ER23                | 27 ottobre 2006   | Mount Lemmon Survey            |
| 565574 -     | 2017 ET23                | 29 settembre 2009 | Mount Lemmon Survey            |
| 565575 -     | 2017 EU23                | 16 marzo 2007     | Mount Lemmon Survey            |
| 565576 -     | 2017 EA24                | 15 maggio 2013    | Pan-STARRS 1                   |
| 565577 -     | 2017 EE24                | 29 dicembre 2011  | Mount Lemmon Survey            |
| 565578 -     | 2017 EG24                | 17 aprile 2013    | Pan-STARRS 1                   |
| 565579 -     | 2017 EU24                | 8 maggio 2013     | Pan-STARRS 1                   |
| 565580 -     | 2017 EV24                | 23 settembre 2015 | Pan-STARRS 1                   |
| 565581 -     | 2017 EC34                | 27 luglio 2014    | Pan-STARRS 1                   |
| 565582 -     | 2017 FQ3                 | 30 novembre 2008  | Spacewatch                     |
| 565583 -     | 2017 FQ4                 | 6 febbraio 2013   | Schwartz, M., Holvorcem, P. R. |
| 565584 -     | 2017 FD5                 | 26 febbraio 2009  | Spacewatch                     |
| 565585 -     | 2017 FQ5                 | 22 settembre 1995 | Spacewatch                     |
| 565586 -     | 2017 FW5                 | 17 marzo 2005     | Spacewatch                     |
| 565587 -     | 2017 FA6                 | 4 marzo 2013      | Pan-STARRS 1                   |
| 565588 -     | 2017 FE6                 | 5 marzo 2006      | Spacewatch                     |
| 565589 -     | 2017 FL6                 | 2 aprile 2006     | Spacewatch                     |
| 565590 -     | 2017 FV6                 | 22 ottobre 2011   | Mount Lemmon Survey            |
| 565591 -     | 2017 FQ7                 | 19 settembre 2001 | LINEAR                         |
| 565592 -     | 2017 FC8                 | 21 aprile 2009    | Mount Lemmon Survey            |
| 565593 -     | 2017 FO8                 | 23 dicembre 2012  | Pan-STARRS 1                   |
| 565594 -     | 2017 FW8                 | 8 aprile 1996     | AMOS                           |
| 565595 -     | 2017 FK9                 | 5 marzo 2013      | Pan-STARRS 1                   |
| 565596 -     | 2017 FR9                 | 4 agosto 2014     | Pan-STARRS 1                   |
| 565597 -     | 2017 FV9                 | 11 novembre 2006  | Spacewatch                     |
| 565598 -     | 2017 FF10                | 12 settembre 2015 | Pan-STARRS 1                   |
| 565599 -     | 2017 FO10                | 26 ottobre 2001   | AMOS                           |
| 565600 -     | 2017 FB11                | 23 dicembre 2012  | Pan-STARRS 1                   |

## 565601-565700
| Nome     | Designazione provvisoria | Data di scoperta  | Scopritore                   |
| -------- | ------------------------ | ----------------- | ---------------------------- |
| 565601 - | 2017 FS11                | 23 settembre 2015 | Pan-STARRS 1                 |
| 565602 - | 2017 FZ11                | 11 ottobre 2015   | Mount Lemmon Survey          |
| 565603 - | 2017 FS12                | 9 dicembre 2012   | Mount Lemmon Survey          |
| 565604 - | 2017 FB13                | 3 novembre 2015   | Mount Lemmon Survey          |
| 565605 - | 2017 FG13                | 13 maggio 2007    | Mount Lemmon Survey          |
| 565606 - | 2017 FK13                | 11 dicembre 2004  | Spacewatch                   |
| 565607 - | 2017 FT13                | 3 agosto 2014     | Pan-STARRS 1                 |
| 565608 - | 2017 FM14                | 7 marzo 2013      | Mount Lemmon Survey          |
| 565609 - | 2017 FN14                | 29 agosto 2006    | CSS                          |
| 565610 - | 2017 FQ14                | 26 marzo 2006     | Clingan, R.                  |
| 565611 - | 2017 FR14                | 18 giugno 2010    | Mount Lemmon Survey          |
| 565612 - | 2017 FD15                | 19 gennaio 2013   | Mount Lemmon Survey          |
| 565613 - | 2017 FQ15                | 23 marzo 2004     | Spacewatch                   |
| 565614 - | 2017 FZ15                | 10 agosto 2007    | Spacewatch                   |
| 565615 - | 2017 FC20                | 10 ottobre 2007   | Mount Lemmon Survey          |
| 565616 - | 2017 FN20                | 3 ottobre 2010    | CSS                          |
| 565617 - | 2017 FS20                | 12 agosto 2015    | Pan-STARRS 1                 |
| 565618 - | 2017 FP21                | 25 ottobre 2003   | Spacewatch                   |
| 565619 - | 2017 FH22                | 19 ottobre 2006   | Wasserman, L. H.             |
| 565620 - | 2017 FN22                | 14 settembre 2010 | Mount Lemmon Survey          |
| 565621 - | 2017 FO22                | 16 gennaio 2013   | Mount Lemmon Survey          |
| 565622 - | 2017 FJ23                | 2 luglio 2015     | Pan-STARRS 1                 |
| 565623 - | 2017 FQ23                | 18 dicembre 2012  | Ory, M.                      |
| 565624 - | 2017 FV23                | 20 agosto 2014    | Pan-STARRS 1                 |
| 565625 - | 2017 FS24                | 2 aprile 2006     | Spacewatch                   |
| 565626 - | 2017 FO25                | 17 giugno 2005    | Mount Lemmon Survey          |
| 565627 - | 2017 FU25                | 20 novembre 2007  | Mount Lemmon Survey          |
| 565628 - | 2017 FX25                | 5 maggio 2010     | Mount Lemmon Survey          |
| 565629 - | 2017 FJ26                | 16 gennaio 2009   | Spacewatch                   |
| 565630 - | 2017 FT27                | 26 luglio 2014    | Pan-STARRS 1                 |
| 565631 - | 2017 FM28                | 16 novembre 2015  | Pan-STARRS 1                 |
| 565632 - | 2017 FV28                | 14 marzo 2004     | Spacewatch                   |
| 565633 - | 2017 FG29                | 2 febbraio 2008   | Spacewatch                   |
| 565634 - | 2017 FR29                | 23 marzo 2006     | Spacewatch                   |
| 565635 - | 2017 FB30                | 12 gennaio 2002   | Spacewatch                   |
| 565636 - | 2017 FQ30                | 18 settembre 2014 | Pan-STARRS 1                 |
| 565637 - | 2017 FO31                | 10 febbraio 2008  | LONEOS                       |
| 565638 - | 2017 FT31                | 20 agosto 2014    | Pan-STARRS 1                 |
| 565639 - | 2017 FV31                | 12 marzo 2000     | Spacewatch                   |
| 565640 - | 2017 FC32                | 18 marzo 2017     | Mount Lemmon Survey          |
| 565641 - | 2017 FK32                | 19 marzo 2013     | Pan-STARRS 1                 |
| 565642 - | 2017 FN32                | 16 febbraio 2004  | CSS                          |
| 565643 - | 2017 FT32                | 25 ottobre 2011   | Pan-STARRS 1                 |
| 565644 - | 2017 FX32                | 24 settembre 2006 | Spacewatch                   |
| 565645 - | 2017 FZ32                | 29 gennaio 2012   | Mount Lemmon Survey          |
| 565646 - | 2017 FD33                | 1º ottobre 2010   | Mount Lemmon Survey          |
| 565647 - | 2017 FD34                | 19 aprile 2006    | Mount Lemmon Survey          |
| 565648 - | 2017 FJ35                | 2 marzo 2006      | Spacewatch                   |
| 565649 - | 2017 FV35                | 21 giugno 2010    | Mount Lemmon Survey          |
| 565650 - | 2017 FZ35                | 27 febbraio 2004  | Buie, M. W., Trilling, D. E. |
| 565651 - | 2017 FZ36                | 26 luglio 2006    | Siding Spring Survey         |
| 565652 - | 2017 FG37                | 1º dicembre 2008  | Spacewatch                   |
| 565653 - | 2017 FC38                | 30 novembre 2008  | Mount Lemmon Survey          |
| 565654 - | 2017 FJ38                | 4 settembre 2011  | Pan-STARRS 1                 |
| 565655 - | 2017 FC39                | 9 aprile 2002     | NEAT                         |
| 565656 - | 2017 FP39                | 2 aprile 2013     | Pan-STARRS 1                 |
| 565657 - | 2017 FS39                | 30 gennaio 2006   | Spacewatch                   |
| 565658 - | 2017 FX39                | 30 aprile 2009    | Spacewatch                   |
| 565659 - | 2017 FA40                | 11 aprile 2013    | Spacewatch                   |
| 565660 - | 2017 FE40                | 9 febbraio 2013   | Pan-STARRS 1                 |
| 565661 - | 2017 FP40                | 8 ottobre 2015    | Pan-STARRS 1                 |
| 565662 - | 2017 FR40                | 12 maggio 2010    | Mount Lemmon Survey          |
| 565663 - | 2017 FY40                | 19 ottobre 2003   | Spacewatch                   |
| 565664 - | 2017 FG41                | 23 gennaio 2006   | Spacewatch                   |
| 565665 - | 2017 FP41                | 26 settembre 2006 | Mount Lemmon Survey          |
| 565666 - | 2017 FQ41                | 30 dicembre 2005  | Mount Lemmon Survey          |
| 565667 - | 2017 FV41                | 20 ottobre 2006   | Spacewatch                   |
| 565668 - | 2017 FP42                | 5 maggio 2006     | Spacewatch                   |
| 565669 - | 2017 FX42                | 22 agosto 2001    | Spacewatch                   |
| 565670 - | 2017 FB44                | 10 febbraio 2008  | Spacewatch                   |
| 565671 - | 2017 FR45                | 3 novembre 2004   | Spacewatch                   |
| 565672 - | 2017 FG46                | 19 agosto 2014    | Pan-STARRS 1                 |
| 565673 - | 2017 FW48                | 3 febbraio 2012   | Mount Lemmon Survey          |
| 565674 - | 2017 FR50                | 24 marzo 2006     | Spacewatch                   |
| 565675 - | 2017 FO51                | 30 dicembre 2008  | Mount Lemmon Survey          |
| 565676 - | 2017 FU51                | 21 dicembre 2003  | Spacewatch                   |
| 565677 - | 2017 FC52                | 24 novembre 2011  | Pan-STARRS 1                 |
| 565678 - | 2017 FO52                | 11 dicembre 2010  | Mount Lemmon Survey          |
| 565679 - | 2017 FL54                | 18 aprile 2009    | Spacewatch                   |
| 565680 - | 2017 FR54                | 11 novembre 2001  | Sloan Digital Sky Survey     |
| 565681 - | 2017 FS54                | 23 novembre 2011  | Spacewatch                   |
| 565682 - | 2017 FP57                | 13 aprile 2013    | Pan-STARRS 1                 |
| 565683 - | 2017 FR58                | 19 marzo 2009     | Spacewatch                   |
| 565684 - | 2017 FT59                | 3 novembre 2015   | Mount Lemmon Survey          |
| 565685 - | 2017 FK60                | 12 ottobre 2007   | CSS                          |
| 565686 - | 2017 FV60                | 4 dicembre 2007   | Mount Lemmon Survey          |
| 565687 - | 2017 FE61                | 25 maggio 2006    | Mount Lemmon Survey          |
| 565688 - | 2017 FX61                | 10 dicembre 2009  | Mount Lemmon Survey          |
| 565689 - | 2017 FK64                | 17 novembre 2007  | CSS                          |
| 565690 - | 2017 FW65                | 17 novembre 2007  | Mount Lemmon Survey          |
| 565691 - | 2017 FH66                | 26 ottobre 2011   | Pan-STARRS 1                 |
| 565692 - | 2017 FS67                | 14 aprile 2010    | Mount Lemmon Survey          |
| 565693 - | 2017 FV67                | 4 dicembre 2008   | Mount Lemmon Survey          |
| 565694 - | 2017 FW67                | 28 agosto 2014    | Pan-STARRS 1                 |
| 565695 - | 2017 FV69                | 3 settembre 2008  | Spacewatch                   |
| 565696 - | 2017 FX69                | 21 dicembre 2012  | Mount Lemmon Survey          |
| 565697 - | 2017 FA70                | 13 marzo 2013     | Mount Lemmon Survey          |
| 565698 - | 2017 FF70                | 18 gennaio 2004   | CSS                          |
| 565699 - | 2017 FZ71                | 22 dicembre 2008  | Mount Lemmon Survey          |
| 565700 - | 2017 FB72                | 13 febbraio 2002  | Spacewatch                   |

## 565701-565800
| Nome              | Designazione provvisoria | Data di scoperta  | Scopritore              |
| ----------------- | ------------------------ | ----------------- | ----------------------- |
| 565701 -          | 2017 FT72                | 19 settembre 2011 | Mount Lemmon Survey     |
| 565702 -          | 2017 FG74                | 29 giugno 2014    | Mount Lemmon Survey     |
| 565703 -          | 2017 FP74                | 4 luglio 2010     | Spacewatch              |
| 565704 -          | 2017 FW74                | 15 settembre 2007 | Mount Lemmon Survey     |
| 565705 -          | 2017 FA75                | 23 settembre 2015 | Pan-STARRS 1            |
| 565706 -          | 2017 FH77                | 31 agosto 2014    | Mount Lemmon Survey     |
| 565707 -          | 2017 FW77                | 22 gennaio 1998   | Spacewatch              |
| 565708 -          | 2017 FY77                | 9 ottobre 2010    | Spacewatch              |
| 565709 -          | 2017 FL79                | 17 febbraio 2013  | Spacewatch              |
| 565710 -          | 2017 FN79                | 27 ottobre 2005   | CSS                     |
| 565711 -          | 2017 FU81                | 12 ottobre 2007   | Spacewatch              |
| 565712 -          | 2017 FA82                | 2 novembre 2010   | Mount Lemmon Survey     |
| 565713 -          | 2017 FB82                | 19 settembre 2010 | Spacewatch              |
| 565714 -          | 2017 FJ82                | 28 febbraio 2008  | Mount Lemmon Survey     |
| 565715 -          | 2017 FM82                | 13 maggio 2004    | Spacewatch              |
| 565716 -          | 2017 FL83                | 2 novembre 2007   | Mount Lemmon Survey     |
| 565717 -          | 2017 FC84                | 9 settembre 2015  | Pan-STARRS 1            |
| 565718 -          | 2017 FD84                | 22 febbraio 2009  | Spacewatch              |
| 565719 -          | 2017 FQ84                | 10 settembre 2015 | Pan-STARRS 1            |
| 565720 -          | 2017 FV86                | 27 luglio 2014    | Pan-STARRS 1            |
| 565721 -          | 2017 FM87                | 13 settembre 2007 | Mount Lemmon Survey     |
| 565722 -          | 2017 FF88                | 16 febbraio 2013  | Spacewatch              |
| 565723 -          | 2017 FG88                | 30 settembre 2006 | Mount Lemmon Survey     |
| 565724 -          | 2017 FK88                | 5 aprile 2000     | LINEAR                  |
| 565725 -          | 2017 FL88                | 20 giugno 2014    | Pan-STARRS 1            |
| 565726 -          | 2017 FW88                | 1º ottobre 2005   | Mount Lemmon Survey     |
| 565727 -          | 2017 FQ89                | 25 marzo 2003     | NEAT                    |
| 565728 -          | 2017 FY91                | 23 marzo 2003     | SDSS Collaboration      |
| 565729 -          | 2017 FL92                | 15 aprile 2013    | Pan-STARRS 1            |
| 565730 -          | 2017 FQ92                | 11 novembre 2009  | Mount Lemmon Survey     |
| 565731 -          | 2017 FA94                | 17 settembre 2014 | Pan-STARRS 1            |
| 565732 -          | 2017 FZ94                | 15 marzo 2007     | Mount Lemmon Survey     |
| 565733 -          | 2017 FC95                | 1º luglio 2014    | Pan-STARRS 1            |
| 565734 -          | 2017 FG95                | 14 dicembre 2010  | Mount Lemmon Survey     |
| 565735 -          | 2017 FE96                | 19 settembre 2014 | Pan-STARRS 1            |
| 565736 -          | 2017 FH96                | 3 gennaio 2004    | Ferrando, R.            |
| 565737 -          | 2017 FD97                | 19 marzo 2004     | NEAT                    |
| 565738 -          | 2017 FG97                | 1º dicembre 2005  | Mount Lemmon Survey     |
| 565739 -          | 2017 FH97                | 5 aprile 2002     | NEAT                    |
| 565740 -          | 2017 FP97                | 4 aprile 2013     | Pan-STARRS 1            |
| 565741 -          | 2017 FE98                | 4 marzo 2017      | Pan-STARRS 1            |
| 565742 -          | 2017 FU98                | 4 settembre 2011  | Pan-STARRS 1            |
| 565743 -          | 2017 FW98                | 12 aprile 2013    | Pan-STARRS 1            |
| 565744 -          | 2017 FZ98                | 24 giugno 2014    | Pan-STARRS 1            |
| 565745 -          | 2017 FA99                | 19 gennaio 2013   | Mount Lemmon Survey     |
| 565746 -          | 2017 FJ99                | 4 dicembre 2007   | Mount Lemmon Survey     |
| 565747 -          | 2017 FV99                | 30 dicembre 2007  | Spacewatch              |
| 565748 -          | 2017 FU100               | 3 agosto 2014     | Pan-STARRS 1            |
| 565749 -          | 2017 FY100               | 25 gennaio 2009   | Spacewatch              |
| 565750 -          | 2017 FO103               | 11 aprile 2004    | NEAT                    |
| 565751 -          | 2017 FY103               | 23 settembre 2015 | Pan-STARRS 1            |
| 565752 -          | 2017 FB104               | 15 agosto 2009    | Spacewatch              |
| 565753 -          | 2017 FS104               | 24 ottobre 2011   | Mount Lemmon Survey     |
| 565754 -          | 2017 FA105               | 26 novembre 2011  | Pan-STARRS 1            |
| 565755 -          | 2017 FF105               | 10 ottobre 2015   | Pan-STARRS 1            |
| 565756 -          | 2017 FD106               | 8 dicembre 1998   | Spacewatch              |
| 565757 -          | 2017 FQ106               | 16 aprile 2013    | Pan-STARRS 1            |
| 565758 -          | 2017 FU106               | 16 novembre 2011  | Mount Lemmon Survey     |
| 565759 -          | 2017 FD108               | 23 novembre 2006  | Spacewatch              |
| 565760 -          | 2017 FX108               | 20 gennaio 2013   | Spacewatch              |
| 565761 -          | 2017 FE109               | 16 maggio 2005    | Mount Lemmon Survey     |
| 565762 -          | 2017 FZ109               | 28 ottobre 1994   | Spacewatch              |
| 565763 -          | 2017 FK110               | 26 settembre 2014 | Mount Lemmon Survey     |
| 565764 -          | 2017 FN111               | 30 settembre 2003 | Spacewatch              |
| 565765 -          | 2017 FH114               | 3 novembre 2015   | Mount Lemmon Survey     |
| 565766 -          | 2017 FO114               | 7 aprile 2003     | Spacewatch              |
| 565767 -          | 2017 FT114               | 20 novembre 2004  | Spacewatch              |
| 565768 -          | 2017 FB117               | 18 novembre 2008  | Spacewatch              |
| 565769 -          | 2017 FS119               | 4 aprile 2010     | Spacewatch              |
| 565770 -          | 2017 FY119               | 10 aprile 2013    | Pan-STARRS 1            |
| 565771 -          | 2017 FR120               | 10 agosto 2007    | Spacewatch              |
| 565772 -          | 2017 FW120               | 23 settembre 2015 | Pan-STARRS 1            |
| 565773 -          | 2017 FF121               | 19 aprile 2013    | Mount Lemmon Survey     |
| 565774 -          | 2017 FG121               | 19 marzo 2017     | Mount Lemmon Survey     |
| 565775 -          | 2017 FH121               | 1º novembre 2006  | Mount Lemmon Survey     |
| 565776 -          | 2017 FL121               | 10 marzo 2008     | Mount Lemmon Survey     |
| 565777 -          | 2017 FP121               | 23 settembre 2008 | Mount Lemmon Survey     |
| 565778 -          | 2017 FT121               | 4 aprile 2008     | Mount Lemmon Survey     |
| 565779 -          | 2017 FY121               | 16 marzo 2013     | Spacewatch              |
| 565780 Kopaszimre | 2017 FQ122               | 4 ottobre 2011    | K. Sárneczky, T. Szalai |
| 565781 -          | 2017 FB123               | 12 aprile 2013    | Pan-STARRS 1            |
| 565782 -          | 2017 FM123               | 7 febbraio 2008   | Spacewatch              |
| 565783 -          | 2017 FJ124               | 5 marzo 2008      | Spacewatch              |
| 565784 -          | 2017 FU124               | 26 marzo 2007     | Mount Lemmon Survey     |
| 565785 -          | 2017 FF125               | 22 gennaio 2013   | Mount Lemmon Survey     |
| 565786 -          | 2017 FS125               | 17 maggio 2009    | Spacewatch              |
| 565787 -          | 2017 FW125               | 30 settembre 2005 | Spacewatch              |
| 565788 -          | 2017 FN126               | 2 giugno 2014     | Pan-STARRS 1            |
| 565789 -          | 2017 FV126               | 20 aprile 2004    | LINEAR                  |
| 565790 -          | 2017 FA127               | 5 febbraio 2013   | Spacewatch              |
| 565791 -          | 2017 FZ128               | 17 settembre 2001 | LONEOS                  |
| 565792 -          | 2017 FT129               | 10 aprile 2013    | Pan-STARRS 1            |
| 565793 -          | 2017 FB132               | 15 settembre 2006 | Spacewatch              |
| 565794 -          | 2017 FX132               | 19 marzo 2013     | Pan-STARRS 1            |
| 565795 -          | 2017 FH133               | 4 novembre 2007   | Mount Lemmon Survey     |
| 565796 -          | 2017 FQ133               | 19 marzo 2010     | Mount Lemmon Survey     |
| 565797 -          | 2017 FG134               | 16 aprile 2013    | Pan-STARRS 1            |
| 565798 -          | 2017 FF135               | 6 maggio 2003     | Spacewatch              |
| 565799 -          | 2017 FA136               | 18 aprile 2013    | Spacewatch              |
| 565800 -          | 2017 FL136               | 9 ottobre 2010    | Mount Lemmon Survey     |

## 565801-565900
| Nome     | Designazione provvisoria | Data di scoperta  | Scopritore                     |
| -------- | ------------------------ | ----------------- | ------------------------------ |
| 565801 - | 2017 FT138               | 16 febbraio 2010  | Spacewatch                     |
| 565802 - | 2017 FW138               | 10 ottobre 2015   | CSS                            |
| 565803 - | 2017 FA140               | 1º dicembre 2005  | Spacewatch                     |
| 565804 - | 2017 FG140               | 30 settembre 2008 | Mount Lemmon Survey            |
| 565805 - | 2017 FN140               | 24 febbraio 2006  | Mount Lemmon Survey            |
| 565806 - | 2017 FW140               | 22 gennaio 2006   | Mount Lemmon Survey            |
| 565807 - | 2017 FN141               | 19 marzo 2013     | Pan-STARRS 1                   |
| 565808 - | 2017 FM142               | 13 aprile 2013    | Mount Lemmon Survey            |
| 565809 - | 2017 FW145               | 29 dicembre 2008  | Spacewatch                     |
| 565810 - | 2017 FN146               | 19 aprile 2013    | Mount Lemmon Survey            |
| 565811 - | 2017 FN147               | 22 febbraio 2017  | Mount Lemmon Survey            |
| 565812 - | 2017 FC150               | 2 novembre 2010   | Mount Lemmon Survey            |
| 565813 - | 2017 FF150               | 31 agosto 2005    | Spacewatch                     |
| 565814 - | 2017 FV151               | 13 marzo 2013     | Pan-STARRS 1                   |
| 565815 - | 2017 FJ152               | 3 dicembre 2015   | Mount Lemmon Survey            |
| 565816 - | 2017 FL153               | 23 ottobre 2011   | Mount Lemmon Survey            |
| 565817 - | 2017 FK154               | 18 gennaio 2013   | Spacewatch                     |
| 565818 - | 2017 FQ155               | 29 ottobre 2010   | Mount Lemmon Survey            |
| 565819 - | 2017 FY155               | 2 novembre 2011   | Spacewatch                     |
| 565820 - | 2017 FA156               | 18 febbraio 2013  | Mount Lemmon Survey            |
| 565821 - | 2017 FU156               | 10 gennaio 2013   | Spacewatch                     |
| 565822 - | 2017 FL157               | 16 aprile 2004    | Spacewatch                     |
| 565823 - | 2017 FO157               | 22 aprile 2009    | Mount Lemmon Survey            |
| 565824 - | 2017 FN158               | 3 febbraio 2013   | Pan-STARRS 1                   |
| 565825 - | 2017 FC159               | 16 gennaio 2016   | Pan-STARRS 1                   |
| 565826 - | 2017 FG159               | 21 aprile 2006    | Spacewatch                     |
| 565827 - | 2017 FV159               | 31 maggio 2014    | Pan-STARRS 1                   |
| 565828 - | 2017 FD160               | 4 agosto 2014     | Pan-STARRS 1                   |
| 565829 - | 2017 FQ160               | 31 marzo 2008     | Mount Lemmon Survey            |
| 565830 - | 2017 FR160               | 30 dicembre 2007  | Mount Lemmon Survey            |
| 565831 - | 2017 FT160               | 31 marzo 2008     | Mount Lemmon Survey            |
| 565832 - | 2017 FU160               | 10 aprile 2003    | Spacewatch                     |
| 565833 - | 2017 FA161               | 15 aprile 2013    | Pan-STARRS 1                   |
| 565834 - | 2017 FF161               | 18 settembre 2006 | Spacewatch                     |
| 565835 - | 2017 FG161               | 28 aprile 2001    | Spacewatch                     |
| 565836 - | 2017 FK161               | 18 gennaio 2008   | Mount Lemmon Survey            |
| 565837 - | 2017 FW161               | 8 dicembre 2015   | Pan-STARRS 1                   |
| 565838 - | 2017 FY162               | 11 ottobre 2010   | Mount Lemmon Survey            |
| 565839 - | 2017 GN                  | 14 febbraio 2009  | Mount Lemmon Survey            |
| 565840 - | 2017 GR                  | 28 luglio 2014    | Pan-STARRS 1                   |
| 565841 - | 2017 GG2                 | 10 maggio 2013    | Schwartz, M., Holvorcem, P. R. |
| 565842 - | 2017 GN3                 | 23 dicembre 2012  | Pan-STARRS 1                   |
| 565843 - | 2017 GU3                 | 15 settembre 2006 | Spacewatch                     |
| 565844 - | 2017 GA4                 | 8 dicembre 2015   | Pan-STARRS 1                   |
| 565845 - | 2017 GK8                 | 23 febbraio 2012  | Spacewatch                     |
| 565846 - | 2017 GL8                 | 19 gennaio 2012   | Pan-STARRS 1                   |
| 565847 - | 2017 GS8                 | 1º novembre 2011  | Mount Lemmon Survey            |
| 565848 - | 2017 GB9                 | 1º ottobre 2005   | Mount Lemmon Survey            |
| 565849 - | 2017 GC9                 | 4 novembre 2005   | Mount Lemmon Survey            |
| 565850 - | 2017 GJ9                 | 11 maggio 2008    | Mount Lemmon Survey            |
| 565851 - | 2017 GP9                 | 29 dicembre 2011  | Mount Lemmon Survey            |
| 565852 - | 2017 GQ9                 | 3 giugno 2013     | Spacewatch                     |
| 565853 - | 2017 GD10                | 31 maggio 2008    | Spacewatch                     |
| 565854 - | 2017 GO10                | 22 aprile 2004    | Spacewatch                     |
| 565855 - | 2017 GP10                | 10 settembre 2010 | Mount Lemmon Survey            |
| 565856 - | 2017 GT10                | 3 dicembre 2015   | Mount Lemmon Survey            |
| 565857 - | 2017 GY12                | 22 marzo 2004     | Holvorcem, P. R., Schwartz, M. |
| 565858 - | 2017 GZ19                | 1º aprile 2017    | Pan-STARRS 1                   |
| 565859 - | 2017 HT5                 | 27 agosto 2006    | Spacewatch                     |
| 565860 - | 2017 HU5                 | 18 novembre 2007  | Mount Lemmon Survey            |
| 565861 - | 2017 HZ5                 | 29 gennaio 2011   | Pan-STARRS 1                   |
| 565862 - | 2017 HC6                 | 1º maggio 2005    | Spacewatch                     |
| 565863 - | 2017 HA7                 | 12 settembre 2015 | Pan-STARRS 1                   |
| 565864 - | 2017 HH7                 | 24 ottobre 2015   | Mount Lemmon Survey            |
| 565865 - | 2017 HV7                 | 17 aprile 2013    | Pan-STARRS 1                   |
| 565866 - | 2017 HW7                 | 23 settembre 2011 | Pan-STARRS 1                   |
| 565867 - | 2017 HD8                 | 10 ottobre 2015   | Pan-STARRS 1                   |
| 565868 - | 2017 HF8                 | 14 maggio 2009    | Spacewatch                     |
| 565869 - | 2017 HL8                 | 9 ottobre 2015    | Pan-STARRS 1                   |
| 565870 - | 2017 HM8                 | 12 settembre 2007 | CSS                            |
| 565871 - | 2017 HT9                 | 10 aprile 2013    | Spacewatch                     |
| 565872 - | 2017 HG10                | 30 dicembre 2007  | Spacewatch                     |
| 565873 - | 2017 HM10                | 21 gennaio 2012   | CSS                            |
| 565874 - | 2017 HP10                | 26 giugno 2014    | Pan-STARRS 1                   |
| 565875 - | 2017 HR10                | 15 maggio 2013    | Pan-STARRS 1                   |
| 565876 - | 2017 HT10                | 20 settembre 2006 | NEAT                           |
| 565877 - | 2017 HC11                | 24 novembre 2003  | Spacewatch                     |
| 565878 - | 2017 HE11                | 12 maggio 2010    | Spacewatch                     |
| 565879 - | 2017 HT11                | 23 maggio 2001    | SDSS Collaboration             |
| 565880 - | 2017 HW11                | 25 agosto 2014    | Pan-STARRS 1                   |
| 565881 - | 2017 HX11                | 10 aprile 2013    | Pan-STARRS 1                   |
| 565882 - | 2017 HO12                | 11 settembre 2010 | Mount Lemmon Survey            |
| 565883 - | 2017 HQ12                | 2 marzo 2008      | Spacewatch                     |
| 565884 - | 2017 HS12                | 25 agosto 2014    | Pan-STARRS 1                   |
| 565885 - | 2017 HJ13                | 2 gennaio 2012    | Mount Lemmon Survey            |
| 565886 - | 2017 HP13                | 16 gennaio 2008   | Mount Lemmon Survey            |
| 565887 - | 2017 HA14                | 26 dicembre 2011  | Spacewatch                     |
| 565888 - | 2017 HG14                | 15 aprile 2013    | Pan-STARRS 1                   |
| 565889 - | 2017 HH14                | 18 settembre 2010 | Mount Lemmon Survey            |
| 565890 - | 2017 HR14                | 10 novembre 2014  | Pan-STARRS 1                   |
| 565891 - | 2017 HA15                | 5 febbraio 2013   | Spacewatch                     |
| 565892 - | 2017 HG15                | 25 maggio 2009    | Spacewatch                     |
| 565893 - | 2017 HL15                | 9 febbraio 2008   | Mount Lemmon Survey            |
| 565894 - | 2017 HP15                | 4 dicembre 2015   | Pan-STARRS 1                   |
| 565895 - | 2017 HD16                | 16 maggio 2013    | Pan-STARRS 1                   |
| 565896 - | 2017 HN16                | 26 febbraio 2008  | Mount Lemmon Survey            |
| 565897 - | 2017 HV16                | 17 novembre 2014  | Mount Lemmon Survey            |
| 565898 - | 2017 HE18                | 26 marzo 2008     | Mount Lemmon Survey            |
| 565899 - | 2017 HH18                | 12 novembre 2001  | SDSS Collaboration             |
| 565900 - | 2017 HR18                | 31 gennaio 2008   | CSS                            |

## 565901-566000
| Nome     | Designazione provvisoria | Data di scoperta  | Scopritore           |
| -------- | ------------------------ | ----------------- | -------------------- |
| 565901 - | 2017 HT18                | 22 febbraio 2017  | Mount Lemmon Survey  |
| 565902 - | 2017 HC19                | 18 novembre 2015  | Pan-STARRS 1         |
| 565903 - | 2017 HS19                | 5 dicembre 2007   | Spacewatch           |
| 565904 - | 2017 HW19                | 14 maggio 2005    | Mount Lemmon Survey  |
| 565905 - | 2017 HY19                | 22 gennaio 2012   | Pan-STARRS 1         |
| 565906 - | 2017 HE20                | 31 marzo 2013     | Mount Lemmon Survey  |
| 565907 - | 2017 HF21                | 16 aprile 2013    | Pan-STARRS 1         |
| 565908 - | 2017 HN21                | 15 aprile 2013    | Pan-STARRS 1         |
| 565909 - | 2017 HM22                | 29 aprile 2009    | Spacewatch           |
| 565910 - | 2017 HT22                | 2 febbraio 2008   | CSS                  |
| 565911 - | 2017 HX22                | 22 ottobre 2014   | Mount Lemmon Survey  |
| 565912 - | 2017 HA23                | 31 dicembre 2007  | Mount Lemmon Survey  |
| 565913 - | 2017 HE23                | 2 novembre 2010   | Mount Lemmon Survey  |
| 565914 - | 2017 HG23                | 28 giugno 2014    | Pan-STARRS 1         |
| 565915 - | 2017 HJ23                | 11 aprile 2005    | Spacewatch           |
| 565916 - | 2017 HB24                | 22 marzo 2004     | LONEOS               |
| 565917 - | 2017 HD25                | 5 novembre 2010   | Mount Lemmon Survey  |
| 565918 - | 2017 HH25                | 15 aprile 2013    | Pan-STARRS 1         |
| 565919 - | 2017 HM25                | 25 settembre 2009 | Spacewatch           |
| 565920 - | 2017 HW25                | 1º aprile 2017    | Pan-STARRS 1         |
| 565921 - | 2017 HC28                | 16 settembre 2004 | Spacewatch           |
| 565922 - | 2017 HQ28                | 26 ottobre 2005   | Spacewatch           |
| 565923 - | 2017 HO31                | 3 gennaio 2016    | Pan-STARRS 1         |
| 565924 - | 2017 HA32                | 6 settembre 2007  | Siding Spring Survey |
| 565925 - | 2017 HE32                | 17 febbraio 2004  | Spacewatch           |
| 565926 - | 2017 HG34                | 8 febbraio 1999   | Spacewatch           |
| 565927 - | 2017 HZ34                | 7 gennaio 2016    | Pan-STARRS 1         |
| 565928 - | 2017 HE35                | 21 novembre 2014  | Pan-STARRS 1         |
| 565929 - | 2017 HP35                | 20 agosto 2014    | Pan-STARRS 1         |
| 565930 - | 2017 HM36                | 18 novembre 2003  | Spacewatch           |
| 565931 - | 2017 HQ36                | 23 febbraio 2012  | Mount Lemmon Survey  |
| 565932 - | 2017 HM37                | 21 ottobre 2001   | Spacewatch           |
| 565933 - | 2017 HP39                | 1º novembre 2010  | Mount Lemmon Survey  |
| 565934 - | 2017 HO40                | 13 febbraio 2008  | Mount Lemmon Survey  |
| 565935 - | 2017 HJ42                | 16 novembre 2006  | Mount Lemmon Survey  |
| 565936 - | 2017 HL42                | 12 settembre 2009 | Spacewatch           |
| 565937 - | 2017 HD44                | 14 aprile 2004    | Spacewatch           |
| 565938 - | 2017 HS44                | 13 dicembre 2006  | Mount Lemmon Survey  |
| 565939 - | 2017 HW44                | 18 agosto 2009    | Spacewatch           |
| 565940 - | 2017 HY45                | 22 marzo 2012     | Mount Lemmon Survey  |
| 565941 - | 2017 HD47                | 19 gennaio 2008   | Mount Lemmon Survey  |
| 565942 - | 2017 HS47                | 3 giugno 2013     | Spacewatch           |
| 565943 - | 2017 HA48                | 16 novembre 2006  | Spacewatch           |
| 565944 - | 2017 HN48                | 14 giugno 2009    | Mount Lemmon Survey  |
| 565945 - | 2017 HF50                | 12 aprile 2008    | Spacewatch           |
| 565946 - | 2017 HH56                | 18 dicembre 2007  | Mount Lemmon Survey  |
| 565947 - | 2017 HT61                | 10 febbraio 2007  | CSS                  |
| 565948 - | 2017 HV61                | 30 agosto 2014    | Pan-STARRS 1         |
| 565949 - | 2017 HX61                | 20 febbraio 2012  | Pan-STARRS 1         |
| 565950 - | 2017 HB62                | 8 gennaio 2002    | Spacewatch           |
| 565951 - | 2017 HO62                | 16 marzo 2012     | Spacewatch           |
| 565952 - | 2017 HQ62                | 30 ottobre 2014   | Pan-STARRS 1         |
| 565953 - | 2017 HU62                | 12 dicembre 2014  | Pan-STARRS 1         |
| 565954 - | 2017 HC63                | 26 aprile 2017    | Pan-STARRS 1         |
| 565955 - | 2017 HT68                | 26 aprile 2017    | Pan-STARRS 1         |
| 565956 - | 2017 JO                  | 28 marzo 2012     | Pan-STARRS 1         |
| 565957 - | 2017 JG4                 | 30 giugno 2005    | NEAT                 |
| 565958 - | 2017 JH4                 | 16 giugno 2013    | Mount Lemmon Survey  |
| 565959 - | 2017 JA5                 | 16 febbraio 2012  | Pan-STARRS 1         |
| 565960 - | 2017 JH5                 | 21 gennaio 2012   | Spacewatch           |
| 565961 - | 2017 JK5                 | 4 gennaio 2016    | Pan-STARRS 1         |
| 565962 - | 2017 JZ5                 | 6 maggio 2005     | Spacewatch           |
| 565963 - | 2017 JG6                 | 8 giugno 2013     | Mount Lemmon Survey  |
| 565964 - | 2017 KG                  | 14 novembre 2010  | CSS                  |
| 565965 - | 2017 KN                  | 8 maggio 2013     | Pan-STARRS 1         |
| 565966 - | 2017 KO                  | 13 aprile 2004    | Spacewatch           |
| 565967 - | 2017 KS                  | 25 aprile 2004    | Spacewatch           |
| 565968 - | 2017 KU                  | 14 novembre 2007  | Mount Lemmon Survey  |
| 565969 - | 2017 KH1                 | 23 agosto 2014    | Pan-STARRS 1         |
| 565970 - | 2017 KK1                 | 7 aprile 2008     | Mount Lemmon Survey  |
| 565971 - | 2017 KN1                 | 31 agosto 2005    | Spacewatch           |
| 565972 - | 2017 KZ1                 | 27 ottobre 2014   | Pan-STARRS 1         |
| 565973 - | 2017 KP5                 | 5 dicembre 2007   | Spacewatch           |
| 565974 - | 2017 KU5                 | 16 maggio 2013    | Pan-STARRS 1         |
| 565975 - | 2017 KN7                 | 28 marzo 2008     | Mount Lemmon Survey  |
| 565976 - | 2017 KP8                 | 8 dicembre 2010   | Spacewatch           |
| 565977 - | 2017 KY8                 | 6 novembre 2010   | Mount Lemmon Survey  |
| 565978 - | 2017 KG9                 | 27 settembre 2009 | Spacewatch           |
| 565979 - | 2017 KK9                 | 15 maggio 2009    | Spacewatch           |
| 565980 - | 2017 KZ10                | 12 novembre 2010  | Mount Lemmon Survey  |
| 565981 - | 2017 KB11                | 11 gennaio 2008   | Spacewatch           |
| 565982 - | 2017 KC11                | 18 dicembre 2015  | Mount Lemmon Survey  |
| 565983 - | 2017 KL11                | 18 dicembre 2007  | Mount Lemmon Survey  |
| 565984 - | 2017 KO11                | 16 settembre 2003 | Spacewatch           |
| 565985 - | 2017 KX11                | 3 ottobre 2014    | Mount Lemmon Survey  |
| 565986 - | 2017 KH12                | 7 giugno 2013     | Pan-STARRS 1         |
| 565987 - | 2017 KV12                | 7 marzo 2008      | CSS                  |
| 565988 - | 2017 KX12                | 31 ottobre 2006   | Mount Lemmon Survey  |
| 565989 - | 2017 KB13                | 7 giugno 2013     | Pan-STARRS 1         |
| 565990 - | 2017 KM13                | 25 ottobre 2005   | Spacewatch           |
| 565991 - | 2017 KJ14                | 16 agosto 2009    | Spacewatch           |
| 565992 - | 2017 KS14                | 18 maggio 2009    | Mount Lemmon Survey  |
| 565993 - | 2017 KG15                | 25 luglio 2014    | Pan-STARRS 1         |
| 565994 - | 2017 KH15                | 10 agosto 2007    | Spacewatch           |
| 565995 - | 2017 KQ15                | 6 febbraio 2011   | Bernasconi, L.       |
| 565996 - | 2017 KM16                | 18 settembre 2010 | Mount Lemmon Survey  |
| 565997 - | 2017 KP16                | 30 marzo 2008     | Spacewatch           |
| 565998 - | 2017 KY16                | 30 ottobre 2010   | Mount Lemmon Survey  |
| 565999 - | 2017 KF17                | 28 febbraio 2012  | Pan-STARRS 1         |
| 566000 - | 2017 KL18                | 12 settembre 2010 | Mount Lemmon Survey  |